# あるまるみ
あるま るみ（1月25日 - ）は、日本の漫画家。
『月刊少年ガンガン』で「閉ざされたネルガル」を連載していた。松沢夏樹の下でアシスタントをしていた。ほのぼのとした作風が特徴。元々は、『月刊少年ガンガン』誌上の2Pギャグにて、投稿をしていた。そこで掲載していた「閉ざされたネルガル」が人気を博し、正式に連載となった。ガンガンONLINEにて『オレが悪魔で、アイツが嫁で。』を連載していた。

## 作品
- 閉ざされたネルガル（『月刊少年ガンガン』2007年2月号 - 2010年10月号）
- おぼっちゃまと私。 - 4コマ作品。『月刊少年ガンガン』2007年度9月号GGグランプリにて掲載。
- オレが悪魔で、アイツが嫁で。（『ガンガンONLINE』2011年10月20日 - 2013年1月17日）
- クイーン・オブ・サーカスの猫（『ガンガンONLINE』2016年5月12日-2017年7月13日）

## 師匠
- 松沢夏樹